# TK MILLION WORKS
『TK MILLION WORKS』（ティーケー・ミリオン・ワークス）は、小室哲哉の楽曲を集めたコンピレーション・アルバム。1996年11月16日にavex traxより発売された。

## 概要
ミリオンセラー曲は8曲中6曲（2曲はダブル・ミリオン）。いずれもシングルトラックで収録されている。
CD EXTRA仕様となっており、hitomi・TRF・安室奈美恵・H Jungle with t・globeのエクストラ・データ、安室奈美恵「Don't wanna cry」ビデオ・クリップ、小室哲哉の未発表曲MIDIデータ ｢She's a freak｣が収録されている。

## 収録内容
1. CANDY GIRL / hitomi
作詞：hitomi、作曲：小室哲哉、編曲：小室哲哉・久保こーじ
Mixed : Pete Hammond & Steve Hammond
2. Overnight Sensation 〜時代はあなたに委ねてる〜 / TRF
作詞・作曲：小室哲哉、編曲：小室哲哉・久保こーじ
Mixed : Pete Hammond & Steve Hammond
3. BOY MEETS GIRL / TRF
作詞・作曲・編曲：小室哲哉
Mixed : Pete Hammond & Steve Hammond
4. Chase the Chance / 安室奈美恵
作詞：小室哲哉・前田たかひろ、作曲・編曲：小室哲哉
Mixed : Gary Thomas Wright
5. Don't wanna cry / 安室奈美恵
作詞：小室哲哉・前田たかひろ、作曲・編曲：小室哲哉
Mixed : Chris Lord-Alge
6. WOW WAR TONIGHT 〜時には起こせよムーヴメント～ / H Jungle with t
作詞・作曲：小室哲哉、編曲：小室哲哉・久保こーじ
Mixed : Dave Ford
7. DEPARTURES / globe
作詞・作曲・編曲：小室哲哉
Mixed : Dave Ford
8. Is this love / globe
作詞：小室哲哉・MARC、作曲・編曲：小室哲哉
Mixed : Eddie Delena